# Європейський конгрес
Європейський конгрес (англ. Congress of Europe) — відбувся у травні 1948 року в Гаазі. 
У конгресі брали участь близько 800 політиків, учених, економістів та юристів із більшості західноєвропейських країн; сер Вінстон Черчилль був його почесним головою. 
Конгрес, організований Дунканом Сендісом та Джозефом Ретінгером, об'єднав представників різних політичних поглядів, щоб обговорити ідеї щодо зміцнення Європейського політичного співробітництва. Він проходив під егідою Міжнародного комітету рухів за європейську єдність, який згодом став Європейським рухом. 
Конгрес започаткував організацію «Європейський рух» і призвів до створення Ради Європи і проголошення Хартії прав людини; ухвалив «Звернення до європейців», де закликав створити об'єднану Європу з вільним обміном думок, осіб і товарів, з загальноєвропейськими законодавчими зборами та судом. 
Однак конкретних інтеграційних результатів не мав, тому навряд чи може розглядатися як предтеча Європейського Союзу. 1998 року, на ознаменування 50-річчя Європейського конгресу, відбувся ювілейний Євроконгрес, який ухвалив нове «Звернення до європейців».